# Ananké (satélite)
Ananké o Ananqué (en griego antiguo Ἀνάγκη Ananke o Αναγκαιη Anankaie) o Jupiter XII es un satélite irregular y retrógrado de Júpiter. Fue descubierto por Seth Barnes Nicholson en el observatorio Mount Wilson en 1951.

Su nombre proviene de Ananké, la madre de Adrastea junto con Zeus.
Nicholson evitaba el nombrar los satélites nuevos que descubría de una forma distinta a la notación galileana para los satélites, como ya hiciera Edward Emerson Barnard al descubrir Júpiter V (Amaltea).

Esta notación consiste en asignarle un número romano a los satélites, según su orden de descubrimiento, precedido del nombre (a veces la inicial) del planeta al que orbita. De esta manera a Ananké se le denominó Jupiter XII hasta que recibió su nombre definitivo en 1974.

Fue llamada a veces "Adrastea" entre 1955 y 1974.

Adrastea es ahora el nombre de otro satélite de Júpiter.
Ananqué da nombre al grupo de Ananqué, lunas retrógradas e irregulares que orbitan a Júpiter entre 19,3 y 22,7 millones de km, con inclinaciones cercanas a los 150°.

## Órbita

Diagrama con las órbitas de los satélites irregulares retrógrados de Júpiter. El satélite regular Calisto se usa como referencia.

Ananqué orbita a Júpiter con una alta excentricidad, alta inclinación y en sentido retrógrado. Se han descubierto ocho satélites irregulares más desde 2000 con órbitas similares.

Los parámetros orbitales de estos satélites cambian continuadamente debido a perturbaciones solares y planetarias. Dados sus elementos orbitales y sus conocidas características físicas, se piensa que Ananqué es el mayor de los objetos de su grupo.
En el diagrama de la izquierda se ve la órbita de Ananqué con respecto a la de otros satélites irregulares retrógrados de Júpiter. Los segmentos amarillos representan la excentricidad de la órbita de cada uno de los satélites. Los ángulos van de 90° a 180° en lugar de 0° a 90° al ser satélites retrógrados. En el eje horizontal se representa la distancia a Júpiter en Gm y el porcentaje sobre el radio de la esfera de influencia gravitatoria o esfera de Hill (rH). La distancia a Júpiter del satélite regular más externo, Calisto, se marca también como referencia.
Dados estos parámetros orbitales se cree que Ananqué es el mayor de los remanentes tras la ruptura de un cuerpo mayor.

La ruptura de esta cuerpo daría lugar a los satélites del grupo de Ananqué.

## Características físicas
En el espectro visible, Ananqué aparece neutral a la luz roja, sus índices de color son B-V=0,90 V-R=0,38.

Mientras que su espectro infrarrojo es similar al de los asteroides de tipo-P pero con una posible indicación de agua.